# Art concret
Art concret ist der Name einer Künstlergruppe, die 1929 von Theo van Doesburg, Jean Hélion, Otto Gustaf Carlsund und Leon Tutundjian in Paris gegründet wurde. Die Gruppe folgte den von Theo van Doesburg formulierten Ideen einer konkreten Kunst, das heißt einer nicht abstrahierend an der Natur angelehnten, sondern rein geometrischen und vergeistigten Kunst. Sie gab eine Zeitschrift mit demselben Titel heraus, von der allerdings nur eine Ausgabe erschien. Nach dem Rückgang von Otto Carlsund nach Schweden löste sich die Gruppe auf und bildete zusammen mit Jean Arp, Auguste Herbin, Robert Delaunay, František Kupka, Albert Gleizes, Georges Valmier, Georges Vantongerloo und anderen die Gruppe Abstraction-Création.